# Fotis Joanidis
Fotis Joanidis (ur. 10 stycznia 2000 w Atenach) – grecki piłkarz, występujący na pozycji napastnika w greckim klubie Panathinaikos AO oraz w reprezentacji Grecji.

## Statystyki

### Klubowe
Na podstawie:
| Klub             | Sezonów | Liga                 | Liga  | Liga   | Puchar krajowy | Puchar krajowy | Kontynentalne | Kontynentalne | Suma  | Suma   |
| Klub             | Sezonów | Liga                 | Mecze | Bramki | Mecze          | Bramki         | Mecze         | Bramki        | Mecze | Bramki |
| ---------------- | ------- | -------------------- | ----- | ------ | -------------- | -------------- | ------------- | ------------- | ----- | ------ |
| APO Lewadiakos   | 2       | Superleague Ellada   | 22    | 2      | 8              | 1              | –             | –             | 49    | 8      |
| APO Lewadiakos   | 1       | Superleague Ellada 2 | 19    | 5      | 8              | 1              | –             | –             | 49    | 8      |
| Panathinaikos AO | 4       | Superleague Ellada   | 106   | 27     | 15             | 3              | 14            | 7             | 135   | 37     |
|                  | Łącznie | Łącznie              | 147   | 34     | 23             | 4              | 14            | 7             | 184   | 45     |

### Reprezentacyjne
Na podstawie:
| Gole w reprezentacji | Gole w reprezentacji | Gole w reprezentacji | Gole w reprezentacji | Gole w reprezentacji | Gole w reprezentacji | Gole w reprezentacji | Gole w reprezentacji |
| Lp.                  | Data                 | Miasto               | Przeciwnik           | Wynik                | Gole                 | Inne                 | Rozgrywki            |
| -------------------- | -------------------- | -------------------- | -------------------- | -------------------- | -------------------- | -------------------- | -------------------- |
| 1.                   | 21.11.2023           | Ateny                | Francja              | 2:2 (0:1)            | 61'                  | 75'                  | Eliminacje EURO 2024 |
| 2.                   | 21.03.2024           | Ateny                | Kazachstan           | 5:0 (4:0)            | 37'                  | asysta               | Eliminacje EURO 2024 |

## Sukcesy
Na podstawie:

### Klubowe
Z Panathinaikos AO:
- Puchar Grecji 2022